# The Awakening (GFriend)
The Awakening è il quarto EP del girl group sudcoreano GFriend, pubblicato nel 2017.

## Tracce
1. Hear the Wind Sing (바람의 노래?, Baramui NoraeLR) – 3:35
2. Fingertip – 3:30
3. Contrail (비행운:飛行雲?, BihaengunLR) – 3:36
4. Please Save My Earth (나의 지구를 지켜줘?, Naui Jigureul JikyeojwoLR) – 3:11
5. Rain In the Spring Time (봄비?, BombiLR) – 3:28
6. Crush (핑?, PingLR) – 3:22

## Classifiche
| Classifica (2017) | Posizione massima |
| ----------------- | ----------------- |
| Corea del Sud     | 1                 |